# Pimephales promelas
Espèce
Statut de conservation UICN

 LC  : Préoccupation mineure
Le tête de boule, méné à tête de boule ou méné à grosse tête (fathead minnow pour les Anglophones), Pimephales promelas est une espèce de poissons d’eau douce des zones tempérées nord américaine. Récemment introduit en Europe, il peut être localement considéré comme espèce invasive. 

Il appartient au genre Pimephales et à la famille des Cyprinidae. 

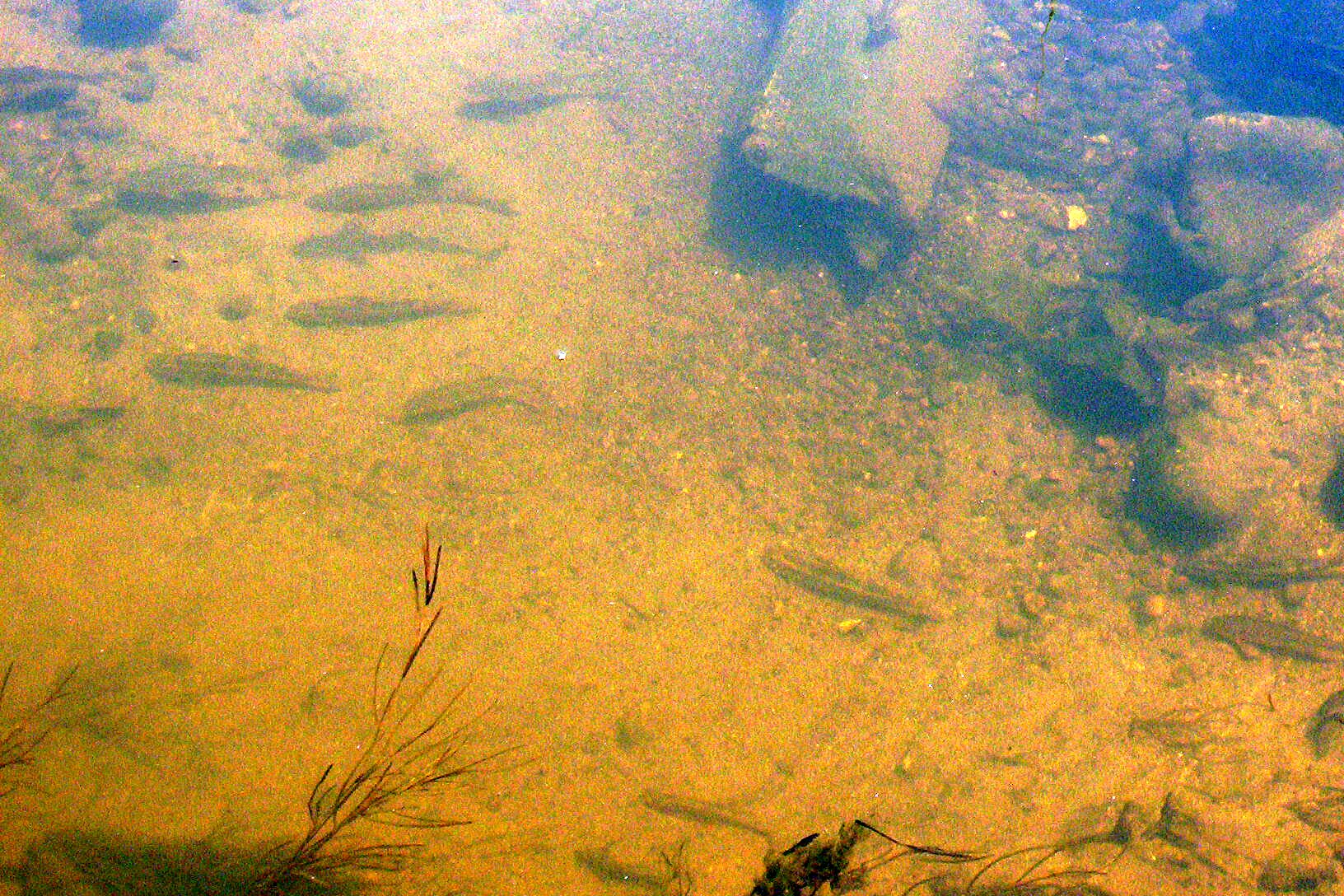
Pimephales promelas, dans la nature

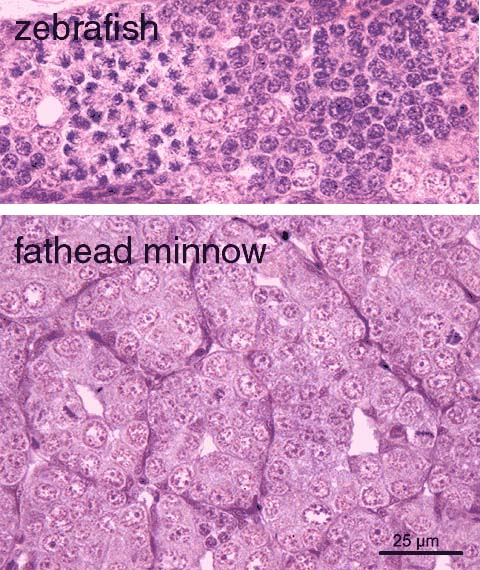
Développement testiculaire dePimephales promelas par rapport à Danio rerio

## Description physique
La forme sauvage est généralement terne, plutôt gris-olive avec une raie sombre s'étendant le long du dos et de côté, avec ventre plus clair. Une tache sombre orne le milieu de la nageoire dorsale. Les mâles reproducteurs présentent une excroissance charnue grise sur la nuque, ainsi que 16 tubercules blancs sur le museau,. 

## Aire de répartition et habitat
Il vit dans les eaux fraîches et douces, presque partout en Amérique du Nord, du centre du Canada au sud des États-Unis, dont le long des montagnes Rocheuses jusqu’au Texas, et à l’Est en Virginie ainsi que dans les États du Nord-Est. 
Ce poisson a été introduit hors de son aire de répartition volontairement et involontairement. 
Une variété dorée ou rose ( rosy-red minnow ) est communément vendue à bas prix comme « nourriture vivante » pour des poissons d’élevage ou d’aquarium aux États-Unis. 
Il est notamment connu avec d’autres espèces proches comme étant capable de libérer des molécules d'alerte dans l’eau, phénomène mis en évidence par Le chevalier Karl von Frisch, éthologue allemand et professeur de zoologie, spécialiste des perceptions sensorielles. Cette molécule étant peut-être à l’origine une substance de défense contre des pathogènes, parasites et UVB ensuite devenue un signal cooptés par les prédateurs et les proies comme un signal d’alerte chimique. Expérimentalement, ces « phéromones d'alarme conspécifiques » allongent les durée de vie des individus exposés à des brochets (d'environ 5 %) grâce à une stratégie de « comportement anti-prédateur » alors mise en place. On constate notamment une augmentations significatives de l'utilisation des abris disponibles dans l'environnement chez les individus exposés à ce phéromone d'alarme,, ,.
L’espèce est tolérante et supporte les eaux turbides à faiblement oxygénées d’étangs et fossés boueux, comme les eaux claires de ruisseaux boueux qui pourraient autrement être inhospitalières pour d'autres espèces de poissons. Il peut également être trouvé dans les petites rivières,.

## Reproduction, durée de vie
Le mâle protège la ponte. 
Les femelles ayant pondu vivent environ deux ans, et plus si elles n’ont pas pondu (jusqu'à quatre ans).
L'ensemble de son cycle reproducteur se déroule sur 4 jours (Jensen et al., 2001)ce qui en fait une espèce particulièrement compétitrice vis-à-vis de l'espace de l'habitat, et des ressources alimentaires par rapport aux espèces autochtones (Ces dernières connaissant des cycles reproducteurs dont la cinétique s'échelonne sur la durée d'une année entière).

## Interactions avec l’Homme

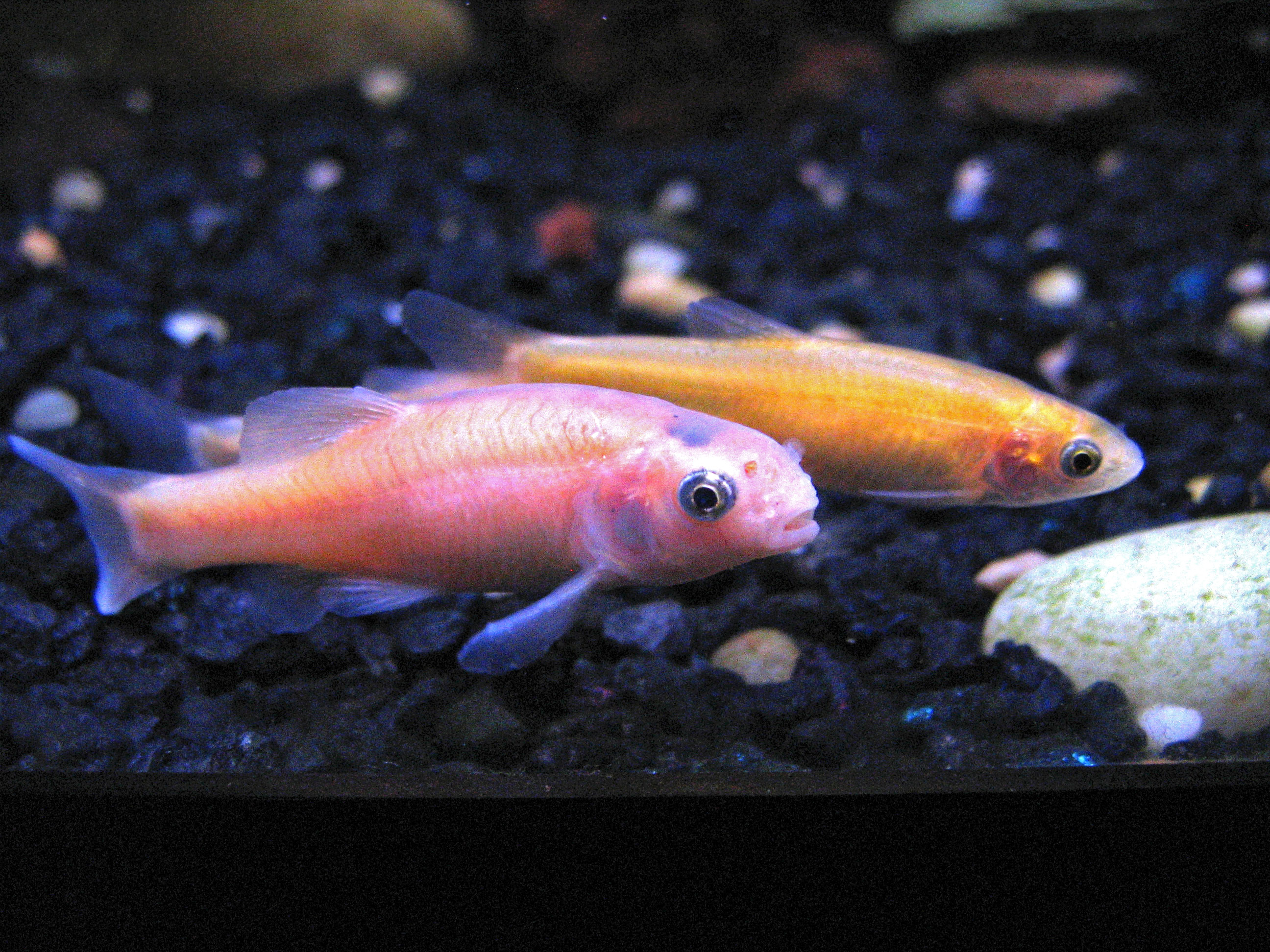
Une souche dorée-rosée de Pimephales promelas est parfois élevée en aquarium, à partir d’une souche mutante trouvée dans des élevages d’Arkansas en 1985, souvent utilisée comme “nourriture vivante” pour des espèces piscivores plus grosses.

Ce poisson facile à élever a plusieurs usages par l'homme :
- aquariophilie ;
- utilisation comme appât pour la pêche, et plus récemment en aquariophilie (il est vendu en animalerie, principalement comme nourriture vivante[8]) ;
- utilisation scientifique comme espèce modèle, en toxicologie par exemple[11]. Sa rusticité et sa facilité d’élevage ainsi que la possibilité d’obtenir assez rapidement plusieurs générations de descendants génétiquement proches les uns des autres (comme avec le poisson zèbre Danio rerio, mais sans nécessiter d'eau chaude) en font un intéressant modèle animal également utilisable pour l'écotoxicologie, par exemple pour des études faites pour l’EPA[12] aux États-Unis ou d'autres[13]. 
On l’utilise surtout pour évaluer la toxicité ou l’écotoxicité aiguë et/ou chronique de produits chimiques ou de coktails chimiques pour les animaux vertébrés[12]. Il est notamment étudié pour évaluer d'éventuels effet de perturbation endocrinienne de certains produits chimiques[14] (pour démontrer les effets endocriniens du mercure chez les poissons par exemple[15],[16]). Il a aussi été utilisé pour mesurer la toxicité des cigarette ou mégots exposés à de l'eau (lixiviat). Un seul mégot de cigarette par litre d'eau tue la moitié des individus exposés à cette eau [17] (de même que pour le  poisson d'eau de mer Atherinops affinis qui fut son pendant marin durant cette expérimentation[17]).

En Europe, où il est localement devenu espèce invasive, il est suspecté d’être la cause principale de la propagation de la maladie entérique de la bouche rouge (Enteric redmouth disease) qui touche les truites et les anguilles (mais qui pourrait aussi avoir été disséminée par les ré-empoissonnements pour la pêche de loisirs ou s’étendre à cause d’une immunité des poissons diminuée par une pollution diffuse généralisée, par les engrais et pesticides notamment). Cette maladie est due à une bactérie (Yersinia ruckeri).

## Espèce ornementale en étang ou aquarium
Généralement, c’est la variété rose-rouge qui est vendue en animaleries (bien que très souvent plusieurs types sauvages sont présents dans les lots envoyés par les éleveurs). 
Ce sont des poissons rustiques et sociaux, qui comme la plupart des cyprinidés sont peu exigeants sur la nourriture.
Il leur faut une température de 10 - 21 °C (50 - 21,1 °C) et un pH compris entre 7.0 - 7.5,.